# Almendares
L’Almendares (en espagnol : Río Almendares) est un fleuve de 45 km de longueur qui arrose la partie occidentale de Cuba.

## Géographie
Il prend sa source à l'est de Tapaste, coule vers le nord-ouest et se jette dans le détroit de Floride, dans les quartiers ouest de La Havane en limite des municipalités de Cerro et de Plaza de la Revolución (à l'extrémité ouest du Malecón), après avoir alimenté en eau la capitale.

## Galerie photographique

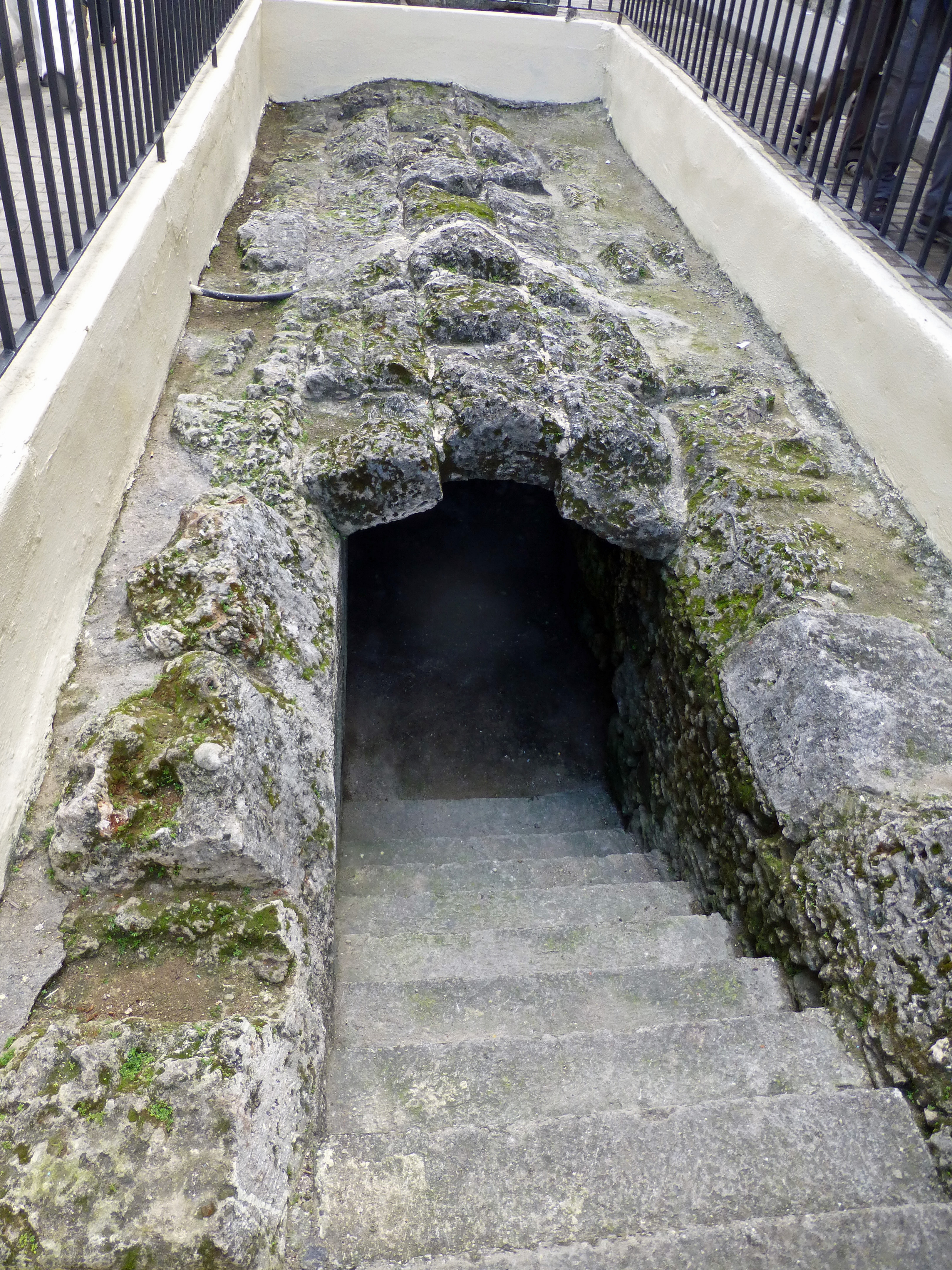
Vestiges de la Zanja Real à La Havane.
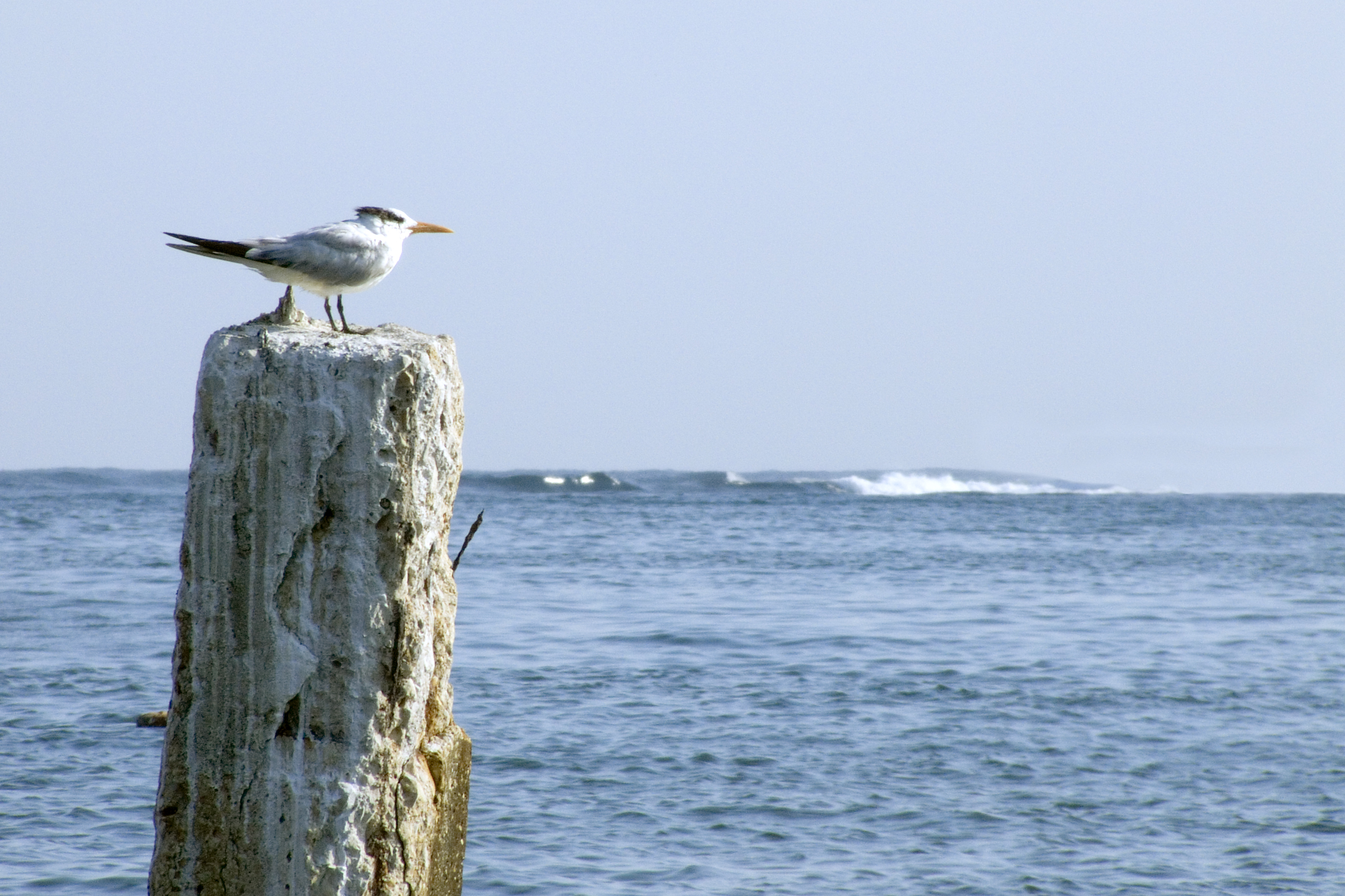
Sterne royale près de l'embouchure de l'Almendares à la Havane.
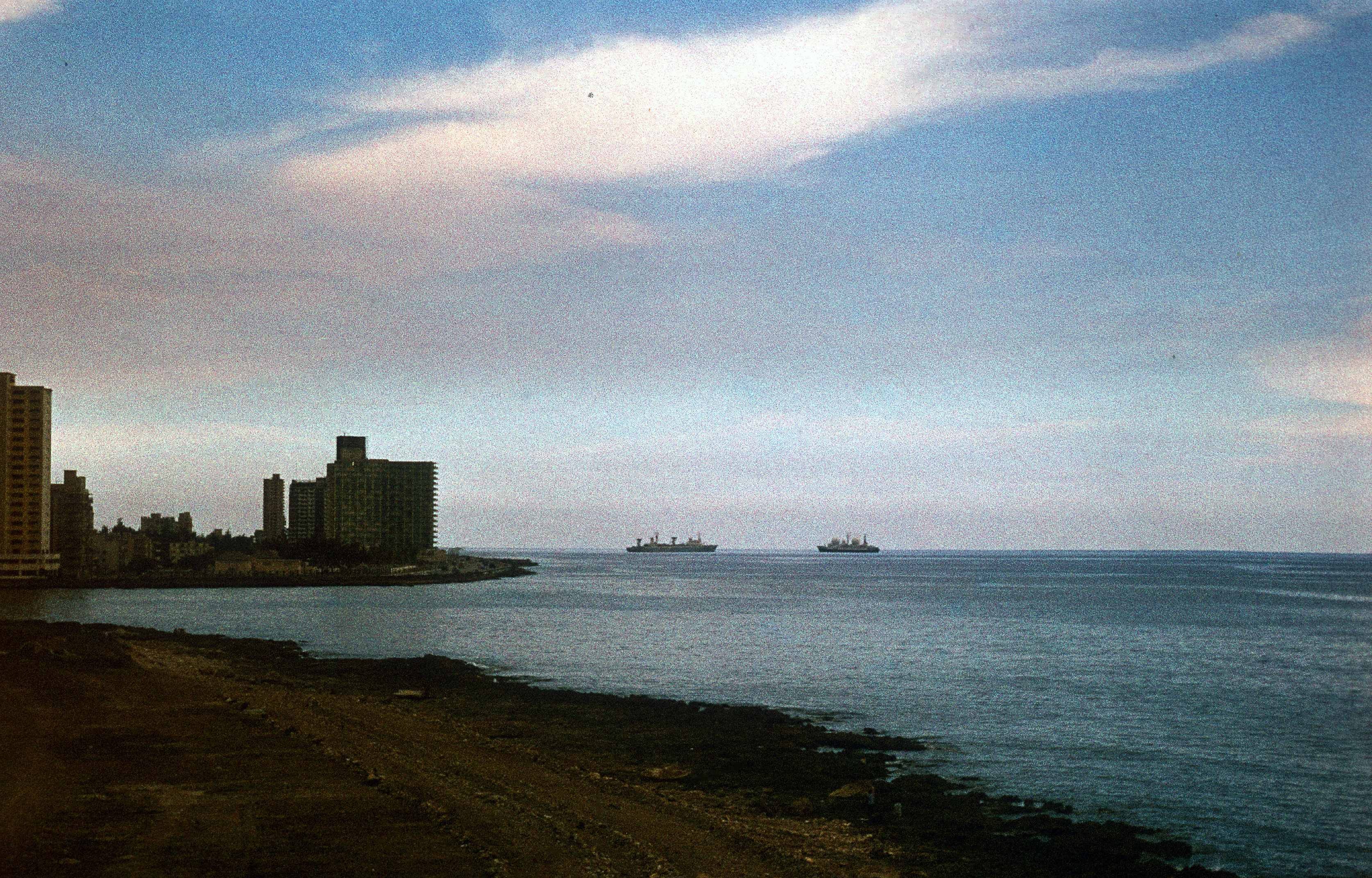
1972 : embouchure de l'Almandares.
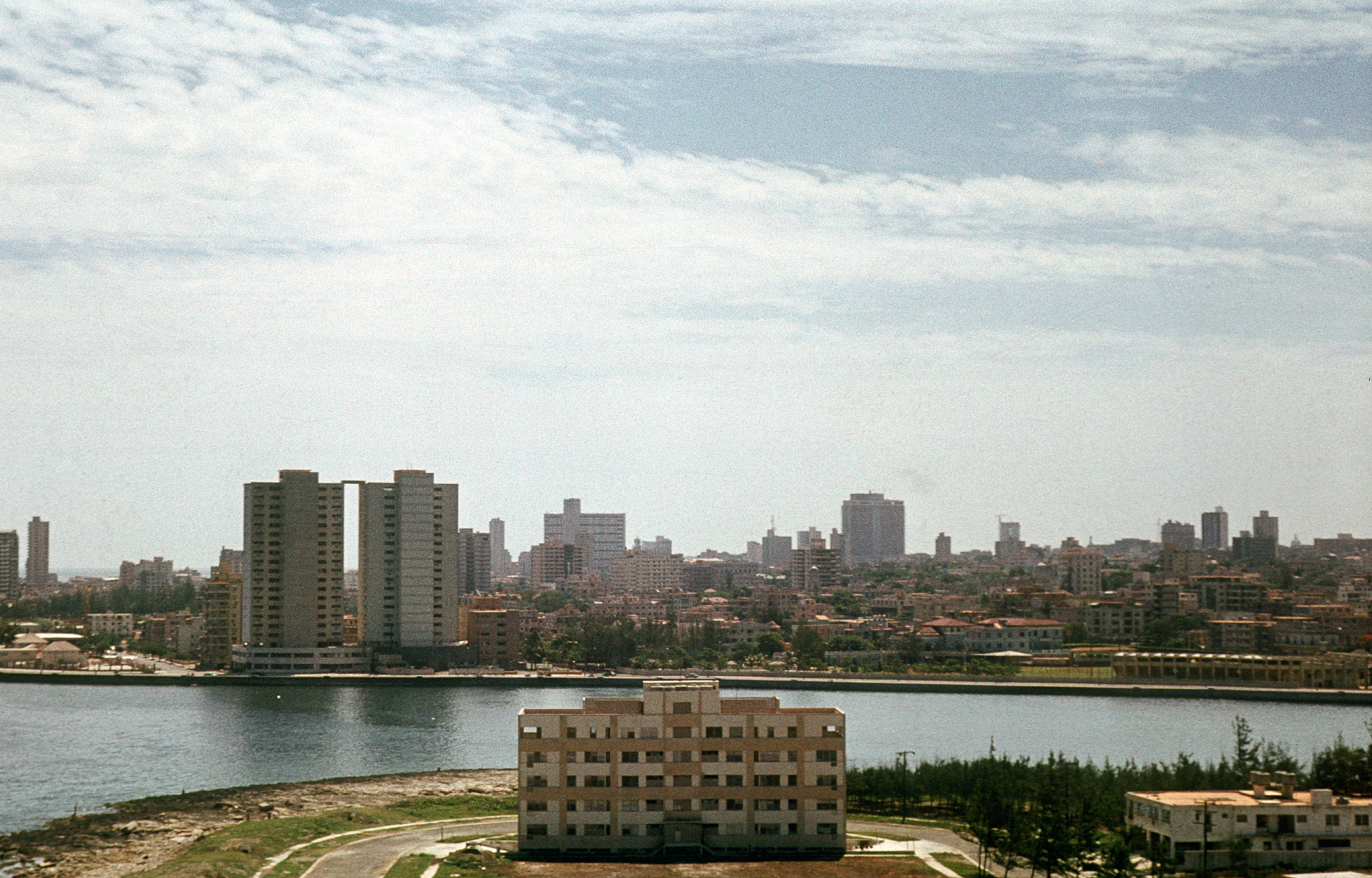
Entre Miramar et Vedado.
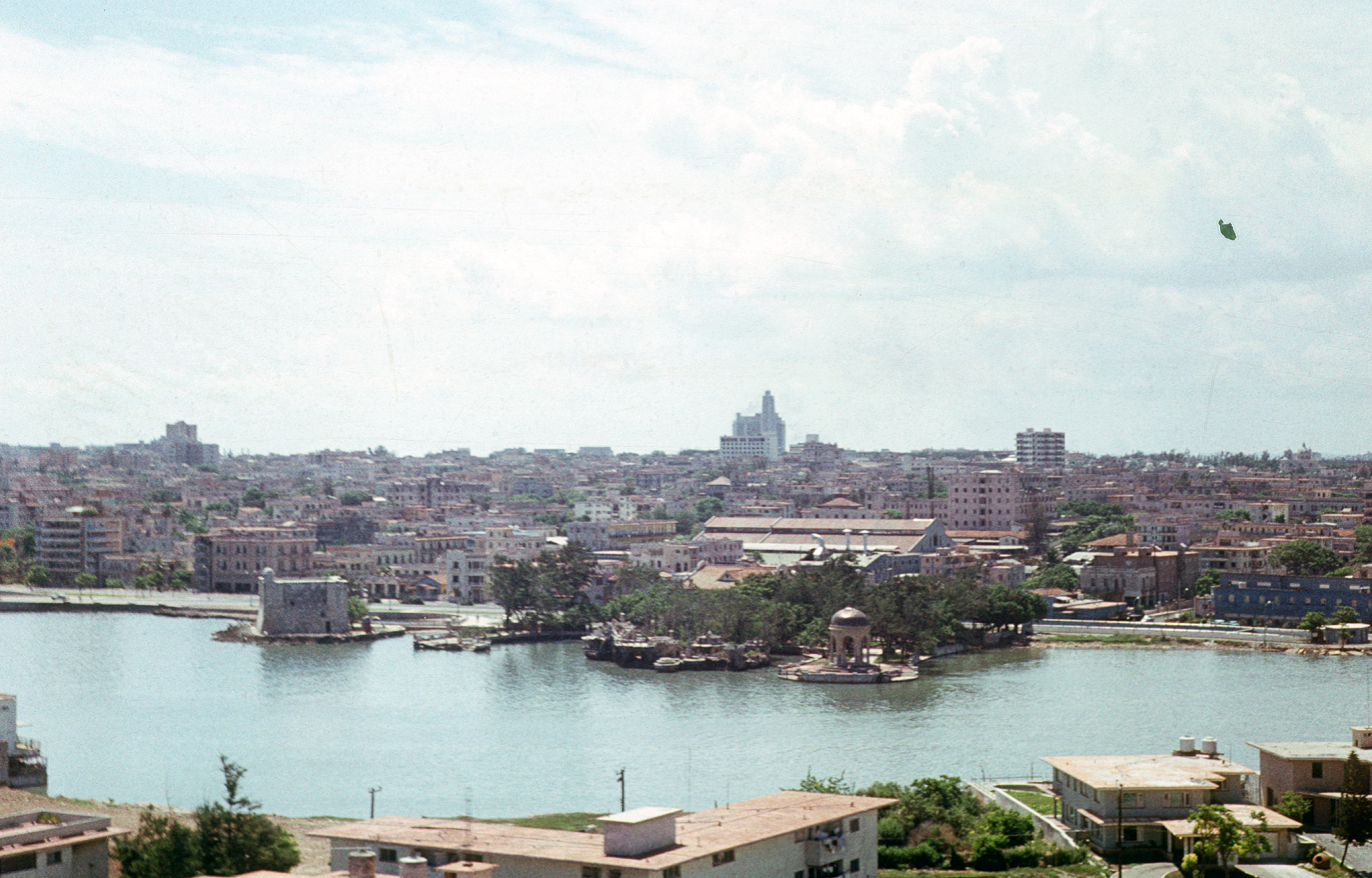
En 2011 l'embouchure de l'Almandares.